# État dans l'État
 (novembre 2018).
Si vous disposez d'ouvrages ou d'articles de référence ou si vous connaissez des sites web de qualité traitant du thème abordé ici, merci de compléter l'article en donnant les références utiles à sa vérifiabilité et en les liant à la section « Notes et références ».
L'expression « État dans l'État » désigne une institution ou un groupe au sein d'un État disposant d'une autonomie et de moyens lui permettant de fonctionner indépendamment de l'État de droit. Ce groupe est public et identifiable. Il peut correspondre à un groupe social ou à une partie du territoire d'un État officiellement reconnu. Il dispose, de manière plus ou moins réelle ou officielle, de pouvoirs régaliens vis-à-vis de lui-même, ce qui lui permet de limiter l'action du droit public en son sein. 

## Concept
Le concept est utilisé « Pour exprimer le fait qu'un groupe (parti, entreprise industrielle, corporation) acquiert un pouvoir tel au sein de l'État qu'il peut échapper à son autorité voire lui dicter ses volontés ».
Cette expression est généralement péjorative. Elle est souvent utilisée pour pointer du doigt ou dénoncer le fonctionnement indépendant, archaïque voire antidémocratique d'une administration publique ou d'une institution. Par extension, cette expression qualifie parfois certaines organisations non étatiques (groupes religieux, entreprises,… ) qui parviennent à s'affranchir des lois et devoirs pour favoriser leurs intérêts.
Les interactions d'un État dans l'État avec l'État de droit peuvent s'apparenter à la manipulation, l'infiltration ou le conflit. Mais, contrairement à l'État profond, il ne s'agit que de moyens pour pouvoir s'en émanciper.
Au XIXe siècle, le terme n'a pas toujours de connotation négative. La Revue des revues de droit écrit par exemple en 1841 que « il faut dire de la commune tout ce que nous avions à dire de l'état lui-même : la commune en effet n'est qu'un état dans l'état. Elle n'existe avec ses lois propres, que comme dérivation de l'état lui-même. »

## Typologie

### Groupes religieux
L'Église catholique locale pendant le Moyen Âge, dont les nombreux pouvoirs temporels seront combattus par Henri II.
En 1838, à propos d'une fusion de l'église protestante et de l’État en Suisse : « S'il faut éviter de créer un état dans l'état, on ne doit pas moins se garder de l'alliance du trône et de l'autel. »
Voltaire qualifie l’Église catholique, « qui a cherché à faire un état dans l'état, un empire dans l'empire », en utilisant l'expression.
L'Inquisition, disposant d'une panoplie juridique complète.
En France, durant les rébellions huguenotes, les protestants français, pour se protéger du pouvoir royal catholique, tentèrent d'établir un « État dans l'État ». Ils y arrivèrent partiellement avec l'Édit de Nantes qui leur accorda des places fortes et la capacité de lever une armée pour les défendre.

### Entité géographique
Le Duché de Bourgogne ou le Duché de Bretagne, dont la soumission au roi de France n'a été que formelle.

### Armée et organisations militaires
L’Armée française, notamment pendant l'affaire Dreyfus[réf. nécessaire].
Le Fatah en Jordanie dans les années 1960[réf. nécessaire].
Du temps de l'Allemagne nazie, la SS constituait un exemple d'« État dans l'État » (caractéristique des États totalitaires : voir aussi le rôle graduellement réduit de la Phalange dans le régime franquiste en Espagne).
Le Hezbollah au Liban depuis sa création dans les années 1980. Certains analystes géopolitiques le considèrent avec ironie comme un « État dans le non-État », faisant allusion à la faillite de l'État libanais, plus faible économiquement et militairement que l'organisation chiite. Dans la Syrie voisine, le groupe islamiste rebelle Hay’at Tahrir al-Cham installe en 2015 une gouvernance qualifiée d'« État dans l'État » dans le gouvernorat d'Idlib au nord-ouest du pays, d'où il lance une grande offensive en fin d'année 2024 qui conduit au renversement du régime de Bachar el-Assad.

### Organisations politiques
Au début du XXe siècle, le Parti social-démocrate d'Allemagne, avec « une structure bureaucratique et administrative tournant autour du parlementarisme et de la lutte pour des réformes immédiates, […] l'organisation compte plus de 4 000 fonctionnaires qui, loin d'être autodidactes, servent d'intellectuels diplomatiques, avec des postes relativement bien rémunérés, auxquels il faut ajouter les députés et les législateurs des conseils municipaux, notamment dans les régions méridionales de l'Allemagne. La conséquence de ce processus est que un groupe de techniciens se développe au sein du parti, une oligarchie de bureaucrates permanents, pour qui les problèmes idéologiques deviennent secondaires, et qui mettent au premier plan de leurs préoccupations l'amélioration matérielle du sort du prolétariat ».